# Złoty Puchar CONCACAF Kobiet 2024
Złoty Puchar CONCACAF Kobiet 2024 – pierwszy turniej Złotego Pucharu CONCACAF Kobiet. Wydarzenie to rozgrywane było w Stanach Zjednoczonych. Rozpoczęło się ono 21 lutego, a zakończyło 6 marca 2024 roku.

## Kwalifikacje
W kwalifikacjach brały udział 34 reprezentacje, podzielone na trzy ligi po trzy (w lidze C cztery) grupy. Drużyny z Ligi A miały większe szanse na awans – mistrz grupy awansował bezpośrednio, a druga drużyna walczyła w barażach. W lidze B najlepsza drużyna z grupy awansowała do baraży. Z ligi C awans był niemożliwy, jednak zwycięzcy grup dawali sobie szansę występu na następnym turnieju.

## Zakwalifikowane zespoły
Do finałowego turnieju zakwalifikowało się 12 drużyn. Oprócz Stanów Zjednoczonych i Kanady, czyli zwycięzcy Mistrzostw CONCACAF 2022 i zwycięzcy baraży o udział w Igrzyskach Olimpijskich, oraz 4 drużyn ze strefy CONMEBOL, które osiągnęły najlepszy wynik w Copa América kobiet 2022, 6 pozostałych zespołów uzyskało kwalifikację poprzez eliminacje.
| Reprezentacja     | Sposób kwalifikacji        |
| ----------------- | -------------------------- |
| Stany Zjednoczone | Mistrz CONCACAF 2022       |
| Kanada            | Zwycięzca barażu o IO      |
| Meksyk            | Zwycięzca Grupy A1         |
| Panama            | Zwycięzca Grupy A2         |
| Kostaryka         | Zwycięzca Grupy A3         |
| Portoryko         | Zwycięzca baraży           |
| Salwador          | Zwycięzca baraży           |
| Dominikana        | Zwycięzca baraży           |
| Brazylia          | I miejsce w Copa América   |
| Kolumbia          | II miejsce w Copa América  |
| Argentyna         | III miejsce w Copa América |
| Paragwaj          | IV miejsce w Copa América  |

## Baraże
| 17 lutego 2024 22:00 CET | Gujana | 0:1(0:0)Raport | Dominikana · 55' González | Dignity Health Sports Park, Carson Sędzia: Crystal Sobers |
|                          |        |                |                           |                                                           |

| 18 lutego 2024 01:00 CET | Haiti | 0:1(0:1)Raport | Portoryko · 41' Aguilera | Dignity Health Sports Park, Carson Sędzia: Priscila Pérez |
|                          |       |                |                          |                                                           |

| 18 lutego 2024 04:00 CET | Salwador · Cerén 19', 45+1', 69' | 3:1(2:0)Raport | Gwatemala · 77' Martínez | Dignity Health Sports Park, Carson Sędzia: Tatiana Guzmán |
|                          |                                  |                |                          |                                                           |

## Losowanie
Losowanie odbyło się 11 grudnia 2023 o godzinie 19:00.

## Miasta i stadiony
Cztery stadiony w czterech miastach w stanach Kalifornia i Teksas będą gospodarzami turnieju.
| San Diego                         | Carson                     | Los Angeles       | Houston              |
| --------------------------------- | -------------------------- | ----------------- | -------------------- |
| Snapdragon Stadium                | Dignity Health Sports Park | BMO Stadium       | BBVA Compass Stadium |
| Pojemność: 35 000                 | Pojemność: 27 000          | Pojemność: 22 000 | Pojemność: 22 039    |
|                                   |                            |                   |                      |
| San DiegoCarsonLos AngelesHouston |                            |                   |                      |

## Losowanie
W nawiasie podano miejsce reprezentacji w rankingu FIFA w sierpniu 2023 roku.
| Koszyk 1 | Koszyk 2                                     | Koszyk 3                                         | Koszyk 4                                              |
| --- | -------------------------------------------- | ------------------------------------------------ | ----------------------------------------------------- |
| - Stany Zjednoczone (3, przypisane do grupy A) - Brazylia (9, przypisane do grupy B) - Kanada (10, przypisane do grupy C) | - Kostaryka (43) - Meksyk (36) - Panama (55) | - Kolumbia (22) - Argentyna (31) - Paragwaj (49) | - Portoryko (103) - Dominikana (106) - Salwador (115) |

## Faza grupowa
Na podstawie:
Legenda
|  | Awans do fazy pucharowej. |
|  | Odpadnięcie z turnieju.   |

Gdy dwie lub więcej drużyn zakończy fazę grupową z taką samą liczbą punktów, o kolejności w tabeli decyduje:
1. bilans bramkowy
2. liczba goli zdobytych w fazie grupowej;
3. punkty zdobyte w meczach pomiędzy danymi drużynami;
4. różnica bramek w meczach pomiędzy danymi drużynami;
5. zdobyte bramki w meczach pomiędzy danymi drużynami;
6. klasyfikacja fair play;
7. losowanie.

Pogrubieniem oznaczono drużyny, które wywalczyły awans do półfinału.

### Grupa A
| Lp. | Drużyna           | M | Mecze | Mecze | Mecze | Bramki | Bramki | Bramki | Pkt |
| Lp. | Drużyna           | M | W     | R     | P     | +      | −      | +/−    | Pkt |
| --- | ----------------- | - | ----- | ----- | ----- | ------ | ------ | ------ | --- |
| 1.  | Meksyk            | 3 | 2     | 1     | 0     | 10     | 0      | +10    | 7   |
| 2.  | Stany Zjednoczone | 3 | 2     | 0     | 1     | 9      | 2      | +7     | 6   |
| 3.  | Argentyna         | 3 | 1     | 1     | 1     | 3      | 4      | −1     | 4   |
| 4.  | Dominikana        | 3 | 0     | 0     | 3     | 0      | 16     | −16    | 0   |

| 21 lutego 2024 01:30 CET | Meksyk | 0:0(0:0)Raport | Argentyna | Dignity Health Sports Park, Carson Widzów: 2 521 Sędzia: Myriam Marcotte |
|                          |        |                |           |                                                                          |

| 21 lutego 2024 04:15 CET | Stany Zjednoczone · Moultrie 8', 59' · Williams 30' · Nighswonger 86' · Morgan 90+3' | 5:0(2:0)Raport | Dominikana | Dignity Health Sports Park, Carson Widzów: 3 242 Sędzia: Astrid Gramajo |
|                          |                                                                                      |                |            |                                                                         |

| 24 lutego 2024 01:30 CET | Dominikana | 0:8(0:6)Raport | Meksyk · 12' Hernández · 14', 27' Ovalle · 21' Luna · 44' Bernal · 45+4' Ordóñez · 70' Casarez · 90+3' Pelayo | Dignity Health Sports Park, Carson Widzów: 5 300 Sędzia: Marianela Araya |
|                          |            |                | |                                                                          |

| 23 lutego 2024 04:15 CET | Argentyna | 0:4(0:3)Raport | Stany Zjednoczone · 10', 18' Shaw · 19' Morgan · 77' Horan | Dignity Health Sports Park, Carson Widzów: 8 315 Sędzia: Marie-Soleil Beaudoin |
|                          |           |                |                                                            |                                                                                |

| 27 lutego 2024 01:00 CET | Argentyna · Ippólito 30' · Dos Santos 76' · Pereyra 90+4' | 3:0(1:0)Raport | Dominikana | Dignity Health Sports Park, Carson Widzów: 4 100 Sędzia: Odette Hamilton |
|                          |                                                           |                |            |                                                                          |

| 27 lutego 2024 04:15 CET | Stany Zjednoczone | 0:2(0:1)Raport | Meksyk · 38' Ovalle · 90+2' Pelayo | Dignity Health Sports Park, Carson Widzów: 11 612 Sędzia: Melissa Borjas |
|                          |                   |                |                                    |                                                                          |

### Grupa B
| Lp. | Drużyna   | M | Mecze | Mecze | Mecze | Bramki | Bramki | Bramki | Pkt |
| Lp. | Drużyna   | M | W     | R     | P     | +      | −      | +/−    | Pkt |
| --- | --------- | - | ----- | ----- | ----- | ------ | ------ | ------ | --- |
| 1.  | Brazylia  | 3 | 3     | 0     | 0     | 7      | 0      | +7     | 9   |
| 2.  | Kolumbia  | 3 | 2     | 0     | 1     | 8      | 1      | +7     | 6   |
| 3.  | Portoryko | 3 | 1     | 0     | 2     | 2      | 4      | −2     | 3   |
| 4.  | Panama    | 3 | 0     | 0     | 3     | 1      | 13     | −12    | 0   |

| 22 lutego 2024 01:30 CET | Panama | 0:6(0:3)Raport | Kolumbia · 26', 34' Pavi · 36' Usme · 72' Vanegas · 84' Caicedo · 89' Salazar | Snapdragon Stadium, San Diego Widzów: 815 Sędzia: Katia García |
|                          |        |                |                                                                               |                                                                |

| 22 lutego 2024 04:15 CET | Brazylia · Nunes 81' | 1:0(0:0)Raport | Portoryko | Snapdragon Stadium, San Diego Widzów: 935 Sędzia: Natalie Simon |
|                          |                      |                |           |                                                                 |

| 25 lutego 2024 01:30 CET | Portoryko · Cox 73' · Marcano 90+3' | 2:1(0:1)Raport | Panama · 27' Mills | Snapdragon Stadium, San Diego Sędzia: Karen Hernández |
|                          |                                     |                |                    |                                                       |

| 25 lutego 2024 04:15 CET | Kolumbia | 0:1(0:1)Raport | Brazylia · 6' Santos | Snapdragon Stadium, San Diego Widzów: 4 799 Sędzia: Tori Penso |
|                          |          |                |                      |                                                                |

| 28 lutego 2024 01:00 CET | Kolumbia · Usme 16' · Caicedo 53' | 2:0(1:0)Raport | Portoryko | Snapdragon Stadium, San Diego Sędzia: Marie-Soleil Beaudoin |
|                          |                                   |                |           |                                                             |

| 28 lutego 2024 04:15 CET | Brazylia · Geyse 4', 74' · Ferreira 10' · Souza 23' · Debinha 51' | 5:0(3:0)Raport | Panama | Snapdragon Stadium, San Diego Sędzia: Myriam Marcotte |
|                          |                                                                   |                |        |                                                       |

### Grupa C
| Lp. | Drużyna   | M | Mecze | Mecze | Mecze | Bramki | Bramki | Bramki | Pkt |
| Lp. | Drużyna   | M | W     | R     | P     | +      | −      | +/−    | Pkt |
| --- | --------- | - | ----- | ----- | ----- | ------ | ------ | ------ | --- |
| 1.  | Kanada    | 3 | 3     | 0     | 0     | 13     | 0      | +13    | 9   |
| 2.  | Paragwaj  | 3 | 2     | 0     | 1     | 4      | 6      | −2     | 6   |
| 3.  | Kostaryka | 3 | 1     | 0     | 2     | 2      | 4      | −2     | 3   |
| 4.  | Salwador  | 3 | 0     | 0     | 3     | 2      | 11     | −9     | 0   |

| 21 lutego 2024 00:15 CET | Kostaryka | 0:1(0:0)Raport | Paragwaj · 51' Chamorro | BBVA Compass Stadium, Houston Sędzia: Odette Hamilton |
|                          |           |                |                         |                                                       |

| 21 lutego 2024 03:00 CET | Kanada · Lacasse 3' · Huitema 24' · Leon 28', 59' · Buchanan 62' · Smith 86' | 6:0(3:0)Raport | Salwador | BBVA Compass Stadium, Houston Widzów: 4 421 Sędzia: Melissa Borjas |
|                          |                                                                              |                |          |                                                                    |

| 25 lutego 2024 23:00 CET | Paragwaj | 0:4(0:2)Raport | Kanada · 25', 49', 57' Leon · 39' Smith | BBVA Compass Stadium, Houston Widzów: 3 482 Sędzia: Katia García |
|                          |          |                |                                         |                                                                  |

| 26 lutego 2024 02:00 CET | Salwador | 0:2(0:1)Raport | Kostaryka · 8', 49' Chinchilla | BBVA Compass Stadium, Houston Widzów: 5 079 Sędzia: Natalie Simon |
|                          |          |                |                                |                                                                   |

| 29 lutego 2024 00:00 CET | Kanada · Huitema 11' · Zadorsky 27', 57' | 3:0(2:0)Raport | Kostaryka | BBVA Compass Stadium, Houston Sędzia: Tori Penso |
|                          |                                          |                |           |                                                  |

| 29 lutego 2024 03:00 CET | Paragwaj · Martínez 18', 86', 90+1' | 3:2(1:0)Raport | Salwador · 69' Fisher · 83' Fuentes | BBVA Compass Stadium, Houston Sędzia: Karen Hernández |
|                          |                                     |                |                                     |                                                       |

### Klasyfikacja III miejsc
| Lp. | Drużyna   | M | Mecze | Mecze | Mecze | Bramki | Bramki | Bramki | Pkt |
| Lp. | Drużyna   | M | W     | R     | P     | +      | −      | +/−    | Pkt |
| --- | --------- | - | ----- | ----- | ----- | ------ | ------ | ------ | --- |
| A.  | Argentyna | 3 | 1     | 1     | 1     | 3      | 4      | −1     | 4   |
| C.  | Kostaryka | 3 | 1     | 0     | 2     | 2      | 4      | −2     | 3   |
| B.  | Portoryko | 3 | 1     | 0     | 2     | 2      | 4      | −2     | 3   |

## Faza pucharowa
W fazie pucharowej uczestniczy 8 zespołów, które awansowały z fazy grupowej. Ta część rywalizacji składa się z trzech rund, w każdej rundzie odpada połowa drużyn. Po wyłonieniu czterech najlepszych drużyn turnieju, rozegrane zostaną półfinały. Zwycięzcy zagrają o tytuł mistrzowski. W każdym ze spotkań fazy pucharowej mecz zakończony w regulaminowym czasie remisem musi być rozstrzygnięty poprzez trzydziestominutową dogrywkę. Jeżeli wynik nadal pozostanie nierozstrzygnięty, następuje seria rzutów karnych.

### Ranking zakwalifikowanych drużyn
| Lp. | Drużyna           | M | Mecze | Mecze | Mecze | Bramki | Bramki | Bramki | Pkt |
| Lp. | Drużyna           | M | W     | R     | P     | +      | −      | +/−    | Pkt |
| --- | ----------------- | - | ----- | ----- | ----- | ------ | ------ | ------ | --- |
| 1.  | Kanada            | 3 | 3     | 0     | 0     | 13     | 0      | +13    | 9   |
| 2.  | Meksyk            | 3 | 2     | 1     | 0     | 10     | 0      | +10    | 7   |
| 3.  | Stany Zjednoczone | 3 | 2     | 0     | 1     | 9      | 2      | +7     | 6   |
| 4.  | Kolumbia          | 3 | 2     | 0     | 1     | 8      | 1      | +7     | 6   |
| 5.  | Brazylia          | 2 | 2     | 0     | 0     | 2      | 0      | +2     | 6   |
| 6.  | Paragwaj          | 3 | 2     | 0     | 1     | 4      | 6      | −2     | 6   |
| 7.  | Argentyna         | 3 | 1     | 1     | 1     | 3      | 4      | −1     | 4   |
| 8.  | Kostaryka         | 3 | 1     | 0     | 2     | 2      | 4      | −2     | 3   |

Drużyny w 1/8 finału według rankingu zagrają z odpowiednią drużyną na podstawie rankingu zakwalifikowanych drużyn do fazy pucharowej.
|  |                      |                   |                    |                    |       |                   |                     |          |  |  |       |       |       |
|  | Ćwierćfinał          | Ćwierćfinał       | Ćwierćfinał        |                    |       | Półfinał          | Półfinał            | Półfinał |  |  | Finał | Finał | Finał |
|  | Ćwierćfinał          | Ćwierćfinał       | Ćwierćfinał        |                    |       | Półfinał          | Półfinał            | Półfinał |  |  | Finał | Finał | Finał |
|  | 2 marca, Los Angeles |                   |                    |                    |       |                   |                     |          |  |  |       |       |       |
|  |                      |                   |                    |                    |       |                   |                     |          |  |  |       |       |       |
|  | Kanada               | Kanada            | 1                  |                    |       |                   |                     |          |  |  |       |       |       |
|  | Kanada               | Kanada            | 1                  | 6 marca, San Diego |       |                   |                     |          |  |  |       |       |       |
|  | Kostaryka            | Kostaryka         | 0                  |                    |       |                   |                     |          |  |  |       |       |       |
|  | Kostaryka            | Kostaryka         | 0                  |                    |       | Kanada            | Kanada              | 2 (1)    |  |  |       |       |       |
|  | 3 marca, Los Angeles |                   |                    |                    |       | Kanada            | Kanada              | 2 (1)    |  |  |       |       |       |
|  |                      |                   | Stany Zjednoczone  | Stany Zjednoczone  | 2 (3) |                   |                     |          |  |  |       |       |       |
|  | Stany Zjednoczone    | Stany Zjednoczone | Stany Zjednoczone  | Stany Zjednoczone  | 2 (3) | 3                 |                     |          |  |  |       |       |       |
|  | Stany Zjednoczone    | Stany Zjednoczone |                    |                    |       | 3                 | 10 marca, San Diego |          |  |  |       |       |       |
|  | Kolumbia             | Kolumbia          | 0                  |                    |       |                   |                     |          |  |  |       |       |       |
|  | Kolumbia             | Kolumbia          | 0                  |                    |       | Stany Zjednoczone | Stany Zjednoczone   | 1        |  |  |       |       |       |
|  | 2 marca, Los Angeles |                   |                    |                    |       | Stany Zjednoczone | Stany Zjednoczone   | 1        |  |  |       |       |       |
|  |                      |                   | Brazylia           | Brazylia           | 0     |                   |                     |          |  |  |       |       |       |
|  | Brazylia             | Brazylia          | Brazylia           | Brazylia           | 0     | 5                 |                     |          |  |  |       |       |       |
|  | Brazylia             | Brazylia          | 6 marca, San Diego |                    |       | 5                 |                     |          |  |  |       |       |       |
|  | Argentyna            | Argentyna         | 1                  |                    |       |                   |                     |          |  |  |       |       |       |
|  | Argentyna            | Argentyna         | 1                  |                    |       | Brazylia          | Brazylia            | 3        |  |  |       |       |       |
|  | 3 marca, Los Angeles |                   |                    |                    |       | Brazylia          | Brazylia            | 3        |  |  |       |       |       |
|  |                      |                   | Meksyk             | Meksyk             | 0     |                   |                     |          |  |  |       |       |       |
|  | Meksyk               | Meksyk            | Meksyk             | Meksyk             | 0     | 3                 |                     |          |  |  |       |       |       |
|  | Meksyk               | Meksyk            |                    |                    |       |                   |                     |          |  |  |       |       |       |
|  | Paragwaj             | Paragwaj          | 2                  |                    |       |                   |                     |          |  |  |       |       |       |
|  | Paragwaj             | Paragwaj          | 2                  |                    |       |                   |                     |          |  |  |       |       |       |

UWAGA: W nawiasach podane są wyniki po rzutach karnych.

### Ćwierćfinały
| 3 marca 2024 01:00 CET | Kanada · Viens 104' | 1:0 dogr.(0:0, 0:0, 1:0)Raport | Kostaryka | BMO Stadium, Los Angeles Widzów: 2 054 Sędzia: Odette Hamilton |
|                        |                     |                                |           |                                                                |

| 3 marca 2024 04:15 CET | Brazylia · Yaya 19' · Yasmim 36' · Zaneratto 54', 90+5' · Nunes 62' | 5:1(2:0)Raport | Argentyna · 82' Dos Santos | BMO Stadium, Los Angeles Widzów: 2 824 Sędzia: Myriam Marcotte |
|                        |                                                                     |                |                            |                                                                |

| 3 marca 2024 23:00 CET | Meksyk · Ovalle 31', 69' · Luna 49' | 3:2(1:0)Raport | Paragwaj · 64' Barbosa · 72' Fernández | BMO Stadium, Los Angeles Sędzia: Tori Penso |
|                        |                                     |                |                                        |                                             |

| 4 marca 2024 02:15 CET | Stany Zjednoczone · Horan 13' · Nighswonger 22' · Shaw 45+2' | 3:0(3:0)Raport | Kolumbia | BMO Stadium, Los Angeles Widzów: 16 746 Sędzia: Marianela Araya |
|                        |                                                              |                |          |                                                                 |

### Półfinały
| 7 marca 2024 01:00 CET | Brazylia · Adriana 21' · Antônia 32' · Yasmim 48' | 3:0(2:0)Raport | Meksyk | Snapdragon Stadium, San Diego Sędzia: Tori Penso |
|                        |                                                   |                |        |                                                  |

| 7 marca 2024 04:15 CET           | Kanada · Huitema 82' · Leon 120+7' | 2:2 dogr. k. 1:3(0:1, 1:1, 1:2)Raport | Stany Zjednoczone · 20' Shaw · 99' Smith | Snapdragon Stadium, San Diego Widzów: 15 245 Sędzia: Katia García |
|                                  |                                    |                                       |                                          |                                                                   |
|                                  |                                    | Rzuty karne                           |                                          |                                                                   |
| Leon · Huitema · Quinn · Fleming |                                    | Smith · Albert · Naeher · Horan       |                                          |                                                                   |

### Finał
| 11 marca 2024 01:15 CET | Stany Zjednoczone · Horan 45+1' | 1:0(1:0)Raport | Brazylia | Snapdragon Stadium, San Diego Sędzia: Melissa Borjas |
|                         |                                 |                |          |                                                      |

STANY ZJEDNOCZONE

 PIERWSZY TYTUŁ

## Strzelczynie
Bramki z serii rzutów karnych nie są wliczane do klasyfikacji strzelców.

### 5 goli
- Adriana Leon
- Jacqueline Ovalle

### 4 gole
- Jaedyn Shaw

### 3 gole
- Jordyn Huitema
- Jessica Martínez
- Lindsey Horan

### 2 gole
- Geyse
- Gabi Nunes
- Yasmim
- Bia Zaneratto
- Olivia Smith
- Shelina Zadorsky
- Linda Caicedo
- Manuela Pavi
- María Usme
- Priscila Chinchilla
- Karen Luna
- Mayra Pelayo
- Olivia Moultrie
- Jenna Nighswonger
- Alex Morgan

### 1 gol
- Celeste Dos Santos
- Dalila Ippólito
- Maricel Pereyra
- Adriana
- Antônia
- Debinha
- Beatriz Ferreira
- Duda Santos
- Rafaelle Souza
- Vitória Yaya
- Kadeisha Buchanan
- Cloe Lacasse
- Evelyne Viens
- Liana Salazar
- Manuela Vanegas
- Rebeca Bernal
- Jasmine Casarez
- Nicolette Hernández
- Diana Ordóñez
- Camila Barbosa
- Rebeca Fernández
- Natalia Mills
- Lice Chamorro
- Madison Cox
- Danielle Marcano
- Samantha Fisher
- Danielle Fuentes
- Sophia Smith
- Lynn Williams

## Nagrody
Na podstawie:
| Złota Piłka | Złoty But    | Złota Rękawica | Najlepsza Młoda Zawodniczka | FIFA Fair Play    |
| ----------- | ------------ | -------------- | --------------------------- | ----------------- |
| Jaedyn Shaw | Adriana Leon | Alyssa Naeher  | Olivia Smith                | Stany Zjednoczone |

## Klasyfikacja końcowa
| Miejsce                        | Reprezentacja     | Punkty | Bramki +/− | Bramki zdobyte |
| ------------------------------ | ----------------- | ------ | ---------- | -------------- |
| Strefa medalowa                |                   |        |            |                |
| złoto                          | Stany Zjednoczone | 15     | +11        | 15             |
| srebro                         | Brazylia          | 12     | +8         | 10             |
| brąz                           | Kanada            | 12     | +14        | 16             |
| brąz                           | Meksyk            | 10     | +8         | 13             |
| Wyeliminowane w ćwierćfinałach |                   |        |            |                |
| 5.                             | Kolumbia          | 6      | +4         | 8              |
| 6.                             | Paragwaj          | 6      | -3         | 6              |
| 7.                             | Argentyna         | 4      | -5         | 4              |
| 8.                             | Kostaryka         | 3      | -3         | 2              |
| Wyeliminowane w fazie grupowej |                   |        |            |                |
| 9.                             | Portoryko         | 3      | -2         | 2              |
| 10.                            | Salwador          | 0      | -9         | 2              |
| 11.                            | Panama            | 0      | -12        | 1              |
| 12.                            | Dominikana        | 0      | -16        | 0              |